# Tourisme à Cuba

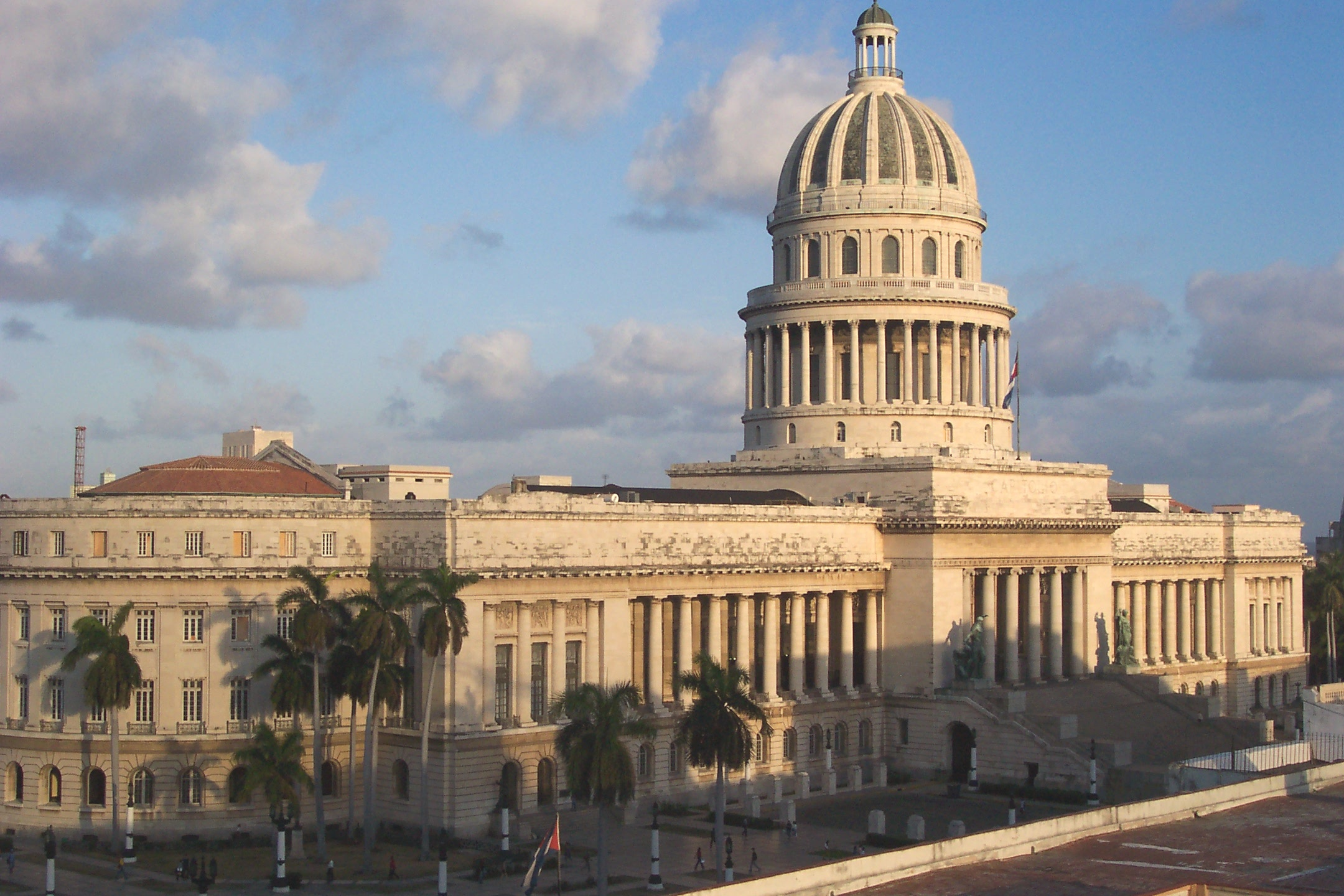
El Capitolio à La Havane.

Le tourisme est une des principales sources de revenus de Cuba. Pour une population d'environ 11 100 000 de Cubains, l'île a reçu 4 millions de touristes en 2016 et 2,2 millions en 2024. 
Les Forces armées cubaines contrôlent l'industrie touristique cubaine à travers le conglomérat Gaviota qui fait partie du Gaesa dont le président est le général Luis Alberto Rodríguez López-Calleja.

## Repères
L’archipel cubain est formé par la grande île de Cuba, l’île de la Jeunesse (ancienne île des Pins) et 4 195 îlots. Cuba est la deuxième île la plus peuplée des Caraïbes avec près de 11 millions d'habitants. Sa capitale est La Havane, sa langue officielle l'espagnol et la monnaie nationale est le peso cubain. Avant 2020, il existait en parallèle au peso cubain, le peso cubain convertible, ce dernier était utilisé par les touristes.

## Historique

### Développement
La Fondation nationale cubano-américaine, organisation anticommuniste basée à Miami, organise en 1997 une série d'attentats à la bombe dans les hôtels de La Havane afin de porter atteinte au tourisme. Outre d’importants dommages matériels, un touriste italien est tué.

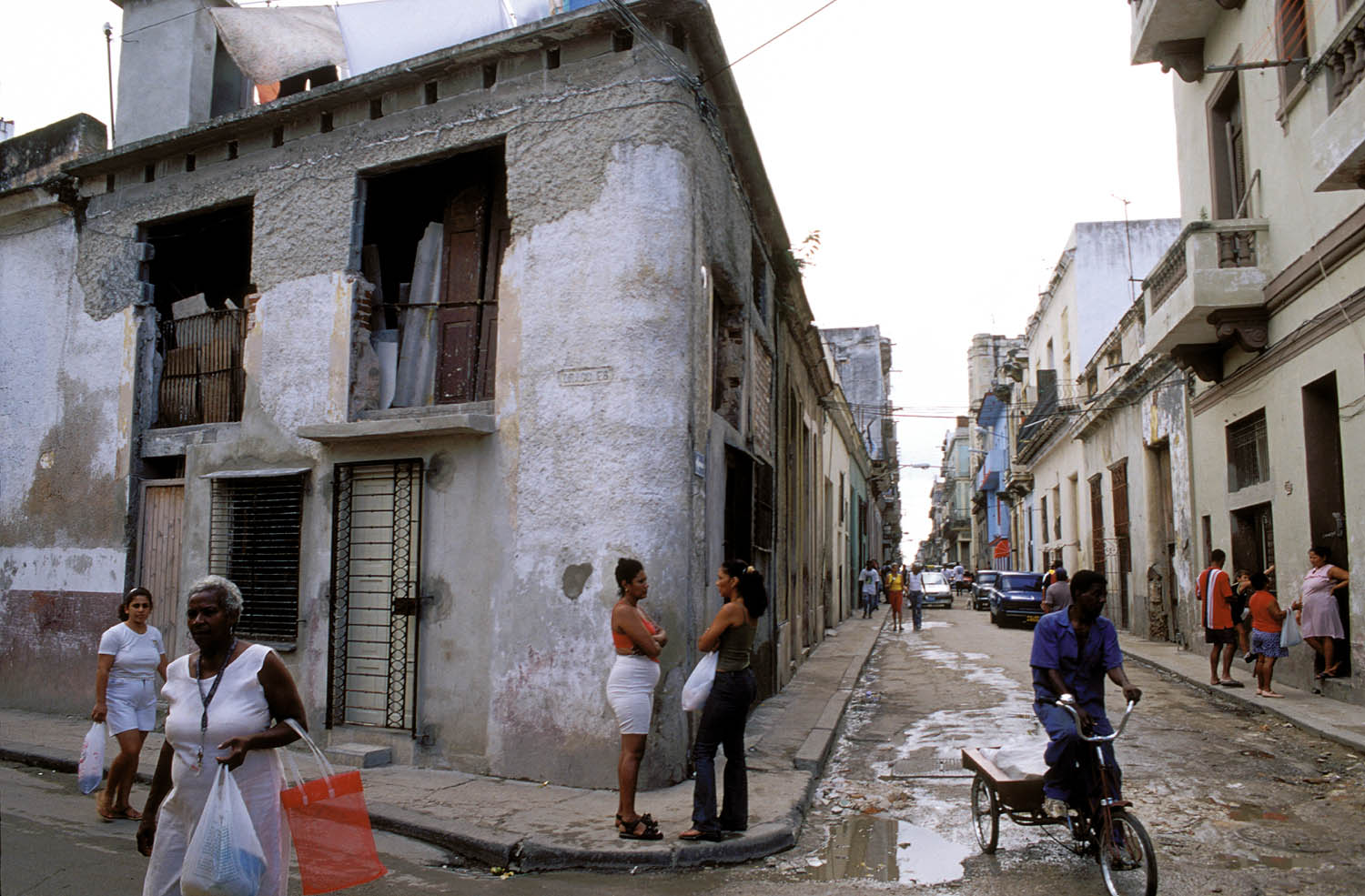
Scène de rue à La Havane

L'assouplissement de l'embargo des États-Unis contre Cuba en 2015 amène un regain de l'activité touristique à Cuba. Néanmoins, au-delà du charme exotique de la destination et du faible taux d'insécurité, la pauvreté, les coûts élevés, l'état des transports et des télécommunications, la qualité de la nourriture, la saturation de l'aéroport international José-Martí ou encore les relents de la propagande castriste sont critiqués.
Pour 2016, le ministère du tourisme annonce un bilan de quatre millions de touristes étrangers, « soit six pour cent de plus que ce que nous avions prévus et treize pour cent de plus qu’en 2015 ». Cet afflux de touristes provoque une pénurie de nourriture pour les Cubains et une flambée des prix des hébergements. La Cubaine Yoani Sánchez indique que les petites entreprises privées qui travaillent pour le tourisme s'approvisionnent dans les magasins d'État où les Cubains s'approvisionnent aussi. En effet il n’existe pas de marché de gros à Cuba. Or le pouvoir d’achat des touristes est bien supérieur à celui des Cubains, aussi les étals sont vides pour ces derniers. Par ailleurs, les Cubains qui travaillent dans le tourisme ont de plus en plus d'argent, et la fracture sociale avec le reste de la population s'accentue.
Dans un article publié sur Slate en 2016, le journaliste Frédéric Martel se fait très critique au sujet du tourisme à Cuba, dénonçant la dictature au pouvoir, la saturation de l'aéroport international José-Martí, la pauvreté, les coûts sur place plus élèves qu'imaginés, la rareté de la bonne musique et une vie culturelle famélique, une sécurité certes existante mais qui se dégrade, le développement de la prostitution, le peu d'accès à Internet ou encore les souvenirs fabriqués en Chine.
En 2019, à la suite notamment du renforcement de l'embargo américain en vigueur depuis 1962, le nombre de touristes a baissé de près de 10 %.
Â partir de mars 2020, lors de la pandémie de Covid-19 à Cuba avec la fermeture de l'espace aérien 4 000 étrangers et 5 845 émigrés cubains sont restés bloqués à Cuba ne pouvant pas rentrer chez eux . Pour 2020, du fait de la pandémie de Covid-19, le nombre de touristes s'est limité à un million . Pour le début de l'année 2021, alors que la pandémie de Covid-19 persiste à Cuba, la baisse des visiteurs est de 94 %.
En 2022, le taux d'occupation hôtelier à Cuba a plafonné à 15,6 %, contre 75,9 % à Cancun (Mexique) et 70,3 % pour la République dominicaine, autres destinations phare des Caraïbes (soit 1,6 million de touristes à Cuba). Il remonte à 28 % au premier trimestre 2023 mais on est encore loin des scores pré-pandémiques ; par exemple pour cette période la Isla grande a vu seulement 50 % du nombre de touristes de 2019. Il y a aussi plusieurs changements côté clientèle. D'abord les groupes sont moins nombreux, d'où une plus grande dépendance des professionnels envers le tourisme individuel. Ensuite les Européens sont moins nombreux pour cause d'inflation, de conflit en Ukraine et d'augmentation des coûts du transport aérien. Par contre les Canadiens reviennent à hauteur de 80 % de leurs entrées en 2019 et représentent maintenant 50 % du nombre de touristes, ce qui les place en première position. En deuxième position viennent - très inhabituellement - les Cubains résidant à l'étranger. Le gouvernement cubain cherche par ailleurs à attirer les touristes russes et les liaisons aériennes entre les deux pays se renforcent : liaisons Caracas-La Havane-Moscou depuis mi-juin 2023, vols directs Moscou-Varadero à partir de juillet ; de ce fait, il y a une hausse du nombre de visiteurs russes - et turcs, ces derniers venant pour la plupart en groupes. Adaptation des artisans cubains : les artisans ont commencé à représenter la "main de fatima" dans leur production.
En 2024, 2,2 millions de touristes ont visité Cuba soit 230 000 visiteurs de moins qu'en 2023. La difficile reprise économique à la suite de la pandémie, l'augmentation des sanctions américaines et la crise énergétique avec des pannes d’électricité générales ont empêché le développement du tourisme.

### Contrôle par l’armée cubaine
L'industrie touristique cubaine est sous la coupe de  l'armée cubaine à travers la gestion de « compagnies aériennes, hôtels, restaurants, marinas, agences de location de véhicules ou grands magasins ». Le conglomérat touristique Gaviota fait partie du Gaesa, dont le président est le général Luis Alberto Rodríguez López-Calleja, par ailleurs ancien gendre de Raul Castro et membre du Bureau politique du Parti communiste de Cuba depuis avril 2021,.

## Conditions du voyage

### Sécurité
Cuba présente un faible taux de criminalité. Toutefois la petite délinquance augmente dans les sites touristiques de La Havane c'est aussi le cas dans d’autres villes comme Trinidad ou Santiago de Cuba. Il s'agit essentiellement de vols à l'arraché, parfois accompagnés de violence.
Une explosion de l'hôtel Saratoga de La Havane, survenue le 6 mai 2022, fait au moins 46 morts et de nombreux blessés.

### Santé
Le virus Zika est à l'origine de cas de microcéphalie chez le nourrisson. C'est pourquoi les femmes enceintes ou qui aspirent à l'être prochainement doivent différer leur voyage, c'est d'ailleurs le cas de nombreuses régions du monde. 
Dans la lutte contre la Covid-19, Cuba mène ses propres recherches pour développer des vaccins. Les autorités sanitaires cubaines décident, en mai 2021, un début de vaccination de la population sans attendre la fin des essais cliniques.

### Monnaie et coût de la vie
Le peso cubain convertible (code ISO 4217 : CUC, parfois CUC$), est une des deux monnaies officielles de Cuba, l'autre étant le peso cubain (CUP).
Le CUC est utilisé par les touristes pour payer l'essentiel de leurs dépenses, ainsi le coût de la vie est relativement élevé pour eux.
En 2017, un bon repas dans un restaurant correct, coute entre 25 et 30 CUC, soit environ 25 euros, pour un déjeuner plus léger, il faut compter de l'ordre de 12 CUC, soit 11 euros. Un café revient entre 1 et 2 euros.
Il est possible de se loger dans des hôtels dont les propriétaires sont exclusivement le ministère du Tourisme et l'armée ou des casas particulares. Le regain touristique ces dernières années provoque dans les années 2010 une pénurie des hébergements et une flambée des prix, nombre de chambres affichent des prix entre 300 et 600 euros. Les touristes sont souvent déçus du mauvais rapport qualité-prix et ne reviennent pas à Cuba. Toutefois, des nouveaux hôtels luxueux, comme le Gran Hotel Manzana Kempinski La Habana à La Havane, s'ouvrent afin d'accueillir une clientèle aisée. Pour les casas particulares, il est obligatoire de choisir des logements habilités par l'État cubain, ces maisons disposent d'un timbre fiscal bleu collé sur la porte.

### Climat
Un climat tropical, caractérisé par deux saisons distinctes, couvre Cuba.
La saison sèche commence au début de décembre jusqu’à mai, c'est une période idéale pour voyager avec une température moyenne de 24 °C. 
La saison humide s'étend entre juin et octobre/novembre, les pluies peuvent être violentes avec notamment des cyclones tropicaux destructeurs.
Sur les hauteurs de la Sierra Maestra ou dans la vallée de Viñales, les soirées et les nuits peuvent être fraîches, voire froides.

### Accès à internet
Il est difficile pour les touristes de trouver une connexion à internet. Il existe un Wi-Fi baptisé Etecsa (en) du nom de l'entreprise d'État qui a le monopole de ce marché. Une carte en papier est vendue, avec un identifiant et un code, ce qui permet d'obtenir une heure de connexion. Un magasin de vente existe par ville. Les lieux de connexion ne sont pas indiqués mais ils se retrouvent facilement grâce à l'attroupement des touristes.
Les Cubains utilisent El Paquete Semanal, une sorte de collection informatique de contenus audiovisuels et Internet piratés qui est vendu « sous le manteau ».

### Arnaques des « jineteras » et « jineteros »
Les touristes peuvent être abordés dans les rues de Cuba par des locaux sous divers prétextes et être insidieusement amenés à payer divers produits particulièrement chers.

## Sites touristiques

### Patrimoine mondial
Sept sites culturels et deux sites naturels sont classés au patrimoine mondial.
- Centre historique de Camagüey
- Centre historique urbain de Cienfuegos
- Le Château de San Pedro de la Roca à Santiago de Cuba
- Le Paysage archéologique des premières plantations de café du sud-est de Cuba
- Trinidad et la vallée de Los Ingenios
- La vallée de Viñales
- La Habana Vieja et son système de fortifications. La vieille ville de La Havane s'inscrit dans ses anciennes fortifications urbaines, elle a conservé son organisation urbaine d’origine avec ses cinq  places : la Plaza de Armas, la Plaza Vieja, la Plaza de San Francisco, la Plaza del Cristo et la Place de la Cathédrale[31].
- Le parc national Alejandro de Humboldt
- Le parc national Desembarco del Granma

### Villes balnéaires
Cuba compte un important réseau de villes balnéaires en raison de splendides cayos (les îlots) et de son inévitable condition en tant qu'île caribéenne. Ainsi, à n'importe lequel de ses cayos, comme Cayo Santa María, Cayo Guillermo, Cayo Coco ou les moins connus et plus purs, comme Cayo Largo ou Cayo Levisa, il existe des villes balnéaires qui font les délices des touristes. De même, l'incontournable Varadero abrite plusieurs complexes hôteliers offrant des services tout compris. C'est dans ces endroits qu'il est possible de trouver des grandes stations balnéaires où les piscines, les sports aquatiques, les activités pour tous les publics, les plages de rêves et tous types de services sont inclus. Dans ces cayos les plus connus et à Varadero, l'ambiance est plus touristique et moins tranquille, au contraire de ses îlots les moins exploités, où l'environnement reste encore vierge - de même que de nombreux endroits très éloignés, comme María la Gorda à l'extrême ouest qui pourtant offre de beaux sites de plongée sous-marine.

## Tourisme médical
En 1987, Hilda Molina fonde le centre de neurochirurgie à La Havane. En 1991, son centre devient le plus importants de Cuba. La même année, Hilda Molina indique recevoir les directives du ministre de la Santé de l'époque, Julio Teja Perez , pour accueillir et soigner les étrangers payant en dollars américains. Pour Hilda Molina :« L'une des plus grandes trahisons du peuple est la discrimination alors naissante des patients cubains par rapport aux étrangers, puisque les meilleurs centres de santé étaient destinés aux patients d'autres nationalités ». Auparavant, le centre ne traitait que des patients cubains,.

### Note
1. ↑  Hispaniola est l'île la plus peuplée des Caraïbes, avec 21 millions d'habitants en 2015.

## À voir